# باشگاه فوتبال شاه‌داغ قوسار
باشگاه فوتبال شاه‌داغ قوسار (انگلیسی: Şahdağ Qusar FK) یک باشگاه فوتبال در جمهوری آذربایجان است که در شهر قوسار مستقر است و در حال حاضر در لیگ دسته اول جمهوری آذربایجان شرکت می‌کند.

## تاریخچه
این باشگاه در دههٔ ۱۹۵۰ میلادی و پیش از سال ۱۹۹۸ با نام «نفت و گاز» (Nefteqaz) تأسیس شد. در سال ۲۰۰۳، نام باشگاه به «شاه‌داغ سامور» تغییر یافت. این تیم در فصول ۱۹۹۰ و ۱۹۹۱ در لیگ دسته دوم اتحاد جماهیر شوروی سابق حضور داشت. باشگاه شاه‌داغ همچنین یکی از ۲۶ تیمی بود که در نخستین دورهٔ مسابقات قهرمانی فوتبال جمهوری آذربایجان پس از استقلال شرکت کرد.
در طول دههٔ ۱۹۹۰ میلادی، این باشگاه به دلیل مشکلات مالی دو بار فعالیت خود را متوقف کرد و سرانجام در سال ۲۰۰۰ دوباره تأسیس شد..

### ورزشگاه
باشگاه شاه‌داغ قوسار بازی‌های خانگی خود را در ورزشگاه شهر قوسار برگزار می‌کند. این ورزشگاه دارای ظرفیت محدودی برای تماشاگران است و در سال‌های اخیر میزبان مسابقات دسته اول فوتبال جمهوری آذربایجان بوده‌است.

### افتخارات و عملکرد تاریخی
اگرچه شاه‌داغ قوسار موفق به کسب عنوان قهرمانی در سطح لیگ برتر جمهوری آذربایجان نشده‌است، اما حضور این تیم در اولین فصل لیگ مستقل کشور پس از فروپاشی اتحاد شوروی، جایگاهی نمادین برای آن ایجاد کرده‌است. در دههٔ ۱۹۹۰، این تیم چندین بار در دسته‌های پایین‌تر لیگ حضور داشته و با وجود مشکلات مالی، فعالیت خود را حفظ کرده‌است.

### مربیان برجسته
در طول سال‌های فعالیت، چندین مربی محلی و ملی هدایت این تیم را برعهده داشته‌اند. اطلاعات دقیق دربارهٔ اسامی و دورهٔ مربیگری در دسترس نیست، اما باشگاه اغلب از کادر فنی بومی بهره برده‌است.

### بازیکنان شاخص
تعداد زیادی از بازیکنان جوان آذربایجانی فعالیت حرفه‌ای خود را از باشگاه شاه‌داغ آغاز کرده‌اند. این باشگاه نقش مهمی در پرورش استعدادهای بومی در منطقه شمالی آذربایجان دارد، هرچند تاکنون بازیکنانی در سطح بین‌المللی از آن خارج نشده‌اند.

### ساختار و مالکیت باشگاه
شاه‌داغ قوسار عمدتاً با حمایت نهادهای محلی و مشارکت جامعه ورزشی منطقه اداره می‌شود. این باشگاه خصوصی نیست و بیشتر به‌عنوان یک تیم شهری و فرهنگی در منطقه قوسار شناخته می‌شود.

### رنگ‌ها و نشان باشگاه
رنگ‌های اصلی باشگاه آبی و سفید هستند. نشان باشگاه اغلب شامل تصویری از کوه شاه‌داغ، یکی از نمادهای طبیعی منطقه، است که ارتباط هویتی تیم با جغرافیای بومی را نشان می‌دهد.